# Alessandro Morello
Alessandro Morello (Lecce, 5 novembre 1968) è un allenatore di calcio ed ex calciatore italiano, di ruolo attaccante.

## Carriera

### Calciatore
Attaccante, ha giocato in serie A con il Lecce ed in serie B con Acireale, Venezia, Genoa, Fidelis Andria e Cosenza.

### Allenatore
Nel 2007 ha allenato i dilettanti della Toma Maglie prima di essere sostituito da Pedro Pablo Pasculli.
Successivamente ha allenato nel settore giovanile del Lecce.

## Statistiche

### Presenze e reti nei club
| Stagione              | Squadra               | Campionato            | Campionato | Campionato | Coppe nazionali | Coppe nazionali | Coppe nazionali | Totale | Totale |
| Stagione              | Squadra               | Comp                  | Pres       | Reti       | Comp            | Pres            | Reti            | Pres   | Reti   |
| --------------------- | --------------------- | --------------------- | ---------- | ---------- | --------------- | --------------- | --------------- | ------ | ------ |
| 1985-1986             | Lecce                 | A                     | 1          | 0          | CI              | 0               | 0               | 1      | 0      |
| 1986-1987             | Lecce                 | B                     | 0          | 0          | CI              | 0               | 0               | 0      | 0      |
| lug.-ago. 1987        | Lecce                 | B                     | 0          | 0          | CI              | 1               | 0               | 1      | 0      |
| 1987-1988             | Nola                  | C2                    | 32         | 10         | CI-C            | 7               | 0               | 39     | 10     |
| 1988-1989             | Nola                  | C2                    | 28         | 4          | CI-C            | 1               | 1               | 29     | 5      |
| Totale Nola           | Totale Nola           | Totale Nola           | 60         | 14         |                 | 8               | 1               | 68     | 15     |
| 1989-1990             | Lecce                 | A                     | 1          | 0          | CI              | 0               | 0               | 1      | 0      |
| 1990-1991             | Lecce                 | A                     | 32         | 3          | CI              | 5               | 0               | 37     | 3      |
| 1991-1992             | Lecce                 | B                     | 21         | 1          | CI              | 1               | 0               | 22     | 1      |
| 1992-1993             | Lecce                 | B                     | 5          | 1          | CI              | 1               | 0               | 6      | 1      |
| lug.-set.1993         | Lecce                 | A                     | 4          | 0          | CI              | 0               | 0               | 4      | 0      |
| Totale Lecce          | Totale Lecce          | Totale Lecce          | 64         | 5          |                 | 8               | 0               | 72     | 5      |
| 1993-1994             | Acireale              | A                     | 32+1       | 5+0        | CI              | 0               | 0               | 33     | 5      |
| lug.-nov.1994         | Venezia               | A                     | 4          | 0          | CI              | 1               | 0               | 5      | 0      |
| nov.1994-1995         | Fidelis Andria        | B                     | 17         | 1          | CI              | 0               | 0               | 17     | 1      |
| 1995-1996             | Fidelis Andria        | B                     | 29         | 3          | CI              | 1               | 0               | 30     | 3      |
| Totale Fidelis Andria | Totale Fidelis Andria | Totale Fidelis Andria | 46         | 4          |                 | 1               | 0               | 47     | 4      |
| 1996-1997             | Ancona                | C1                    | 1          | 0          | CI-C            | 0               | 0               | 1      | 0      |
| 1998-feb.1999         | Cosenza               | B                     | 5          | 0          | CI              | 0               | 0               | 5      | 0      |
| feb.giu.1999          | Tricase               | C2                    | 10+2       | 0+0        | -               | -               | -               | 12     | 0      |
| Totale carriera       | Totale carriera       | Totale carriera       | 225        | 28         |                 | 18              | 1               | 243    | 29     |

## Palmarès

### Calciatore

#### Competizioni nazionali
- Serie C1: 1

Cosenza: 1997-1998